# جيمس ميلن

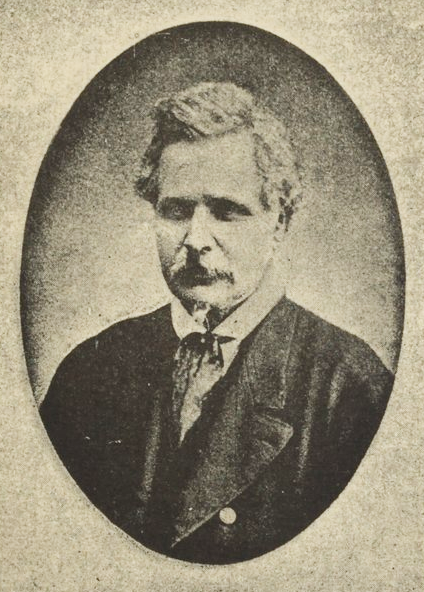
جيمس ميلن

جيمس ميلن ولد في 1819 وتوفي سنة 1881 أثريًا اسكتلنديًا قام بالتنقيب في العديد من المواقع حول قرية كارناك الفرنسية في بريتاني منذ حوالي ستينيات القرن التاسع عشر و قد عمل في المعسكرات الرومانية والآثار الرومانية الأخرى بما في ذلك فيلا بوسينو الرومانية لكنه يُذكر اليوم لدراساته لأحجار الكرنك . كانت هذه لفترة طويلة موضوعًا للأسطورة، ومنذ عشرينيات القرن الثامن عشر أظهر العديد من الأشخاص اهتمامًا متزايدًا بهذه الميزات، لكن ميلن كان من أوائل الذين أجروا حفريات واسعة النطاق للحجارة.